# بابن
بابن (به آلمانی: Baben) یک منطقهٔ مسکونی در آلمان است که در Eichstedt واقع شده‌است.
 بابن  ۱۹۰ نفر جمعیت دارد.